# Penny Pitou
Penelope Theresa „Penny” Pitou (ur. 8 października 1938 w Bayside) – amerykańska narciarka alpejska, dwukrotna medalistka igrzysk olimpijskich i mistrzostw świata.

## Kariera
Pierwszą międzynarodową imprezą w jej karierze były igrzyska olimpijskie w Cortinie d’Ampezzo w 1956 roku. Pitou zajęła tam 34. miejsce w zjeździe i gigancie, a w slalomie uplasowała się na trzy pozycje wyżej. Na rozgrywanych dwa lata później mistrzostwach świata w Badgastein zajęła dziesiąte miejsce w zjeździe. Największe sukcesy osiągnęła podczas igrzysk olimpijskich w Squaw Valley w 1960 roku, gdzie zdobyła dwa medale. Najpierw zajęła drugie miejsce w zjeździe, rozdzielając na podium Heidi Biebl ze Wspólnej Reprezentacji Niemiec oraz Austriaczkę Traudl Hecher. Był to pierwszy w historii medal olimpijski dla Stanów Zjednoczonych w tej konkurencji. Trzy dni później srebro wywalczyła także w gigancie, plasując się między Yvonne Rüegg ze Szwajcarii, a Włoszką Giulianą Minuzzo. Do zwycięstwa Amerykance zabrakło 0,1 sekundy. Na tej samej imprezie wystartowała także w slalomie, ale zajęła dopiero 33. miejsce.
Po zakończeniu kariery prowadziła szkołę narciarską w Nowej Anglii. Współpracowała także z firmami produkującymi sprzęt narciarski oraz założyła biuro podróży.
Była żoną austriackiego alpejczyka, Egona Zimmermanna.

## Osiągnięcia

### Igrzyska olimpijskie
| Miejsce | Dzień       | Rok  | Miejscowość       | Konkurencja | Czas biegu | Strata  | Zwyciężczyni      |
| ------- | ----------- | ---- | ----------------- | ----------- | ---------- | ------- | ----------------- |
| 34.     | 27 stycznia | 1956 | Cortina d’Ampezzo | Gigant      | 1:56,5 min | +13,9 s | Rosa Reichert     |
| 31.     | 30 stycznia | 1956 | Cortina d’Ampezzo | Slalom      | 1:52,3 min | +50,2 s | Renée Colliard    |
| 34.     | 1 lutego    | 1956 | Cortina d’Ampezzo | Zjazd       | 1:40,7 min | +18,2 s | Madeleine Berthod |
| 2.      | 20 lutego   | 1960 | Squaw Valley      | Zjazd       | 1:37,6 min | +1,0 s  | Heidi Biebl       |
| 2.      | 23 lutego   | 1960 | Squaw Valley      | Gigant      | 1:39,9 min | +0,1 s  | Yvonne Rüegg      |
| 33.     | 26 lutego   | 1960 | Squaw Valley      | Slalom      | 1:49,6 min | +30,2 s | Anne Heggtveit    |

### Mistrzostwa świata
| Miejsce | Dzień       | Rok  | Miejscowość       | Konkurencja | Czas biegu | Strata  | Zwyciężczyni      |
| ------- | ----------- | ---- | ----------------- | ----------- | ---------- | ------- | ----------------- |
| 34.     | 27 stycznia | 1956 | Cortina d’Ampezzo | Gigant      | 1:56,5 min | +13,9 s | Rosa Reichert     |
| 31.     | 30 stycznia | 1956 | Cortina d’Ampezzo | Slalom      | 1:52,3 min | +50,2 s | Renée Colliard    |
| 34.     | 1 lutego    | 1956 | Cortina d’Ampezzo | Zjazd       | 1:40,7 min | +18,2 s | Madeleine Berthod |
| 10.     | 6 lutego    | 1958 | Badgastein        | Zjazd       | 2:12,1 min | +5,2 s  | Lucile Wheeler    |
| 2.      | 20 lutego   | 1960 | Squaw Valley      | Zjazd       | 1:37,6 min | +1,0 s  | Heidi Biebl       |
| 2.      | 23 lutego   | 1960 | Squaw Valley      | Gigant      | 1:39,9 min | +0,1 s  | Yvonne Rüegg      |
| 33.     | 26 lutego   | 1960 | Squaw Valley      | Slalom      | 1:49,6 min | +30,2 s | Anne Heggtveit    |